# ساو جواو دو بوليسين
ساو جواو دو بوليسين (بالبرتغالية: São João do Polêsine‏)؛ بلدية في ولاية ريو غراندي دو سول في البرازيل. 

## علم الحفريات
توجد في هذه المدينة نتوءات بالحفريات.